# 映画スタッフ一覧
映画スタッフ一覧では、映画スタッフを挙げる。

## 脚本家
- 荒井晴彦
- 一色伸幸
- 伊藤和典
- 奥寺佐渡子
- 笠原和夫 (脚本家)
- 宮藤官九郎
- 剣持亘
- 高橋洋
- 田中陽造
- 内藤忠司
- 福田靖
- 森岡利行
- 高須光聖
- デビッド・コープ

## カメラマン（または撮影監督）
- 芦澤明子
- 安藤庄平
- 石井勲
- 伊東英男
- 猪本雅三
- 木村大作
- 佐々木原保志
- 篠田昇
- 柴主高秀
- 鈴木一博
- 仙元誠三
- 高瀬比呂志
- 高間賢治
- 高村倉太郎
- たむらまさき
- 萩原泉
- 浜田毅
- 姫田真佐久
- 前田米造
- 栢野直樹
- 林淳一郎
- 釘宮慎治
- ゴードン・ウィリス
- ディーン・カンディ
- レオン・シャムロイ
- ヴィットリオ・ストラーロ
- マイケル・チャップマン
- クリストファー・ドイル
- オズワルド・モリス
- スヴェン・ニクヴィスト

## 照明
- 吉角荘介
- 長田達也

## 録音技師
- 橋本泰夫
- ロン・ジャドキンズ
- クリス・ニューマン

## デザイナー（美術）
- 木村威夫
- 桜木晶
- 林田裕至
- 磯見俊裕
- 山口修

## メイクアップアーティスト
- クリスティーナ・スミス

## スタイリスト
- 黒澤和子

## 音楽家
- 梅林茂
- 大野雄二
- 冨田勲
- 久石譲
- 千住明
- 伊福部昭
- ラロ・シフリン
- デヴィッド・アーノルド
- マルコム・アーノルド
- ジョン・ウィリアムズ
- ダニー・エルフマン
- ジェリー・ゴールドスミス
- エーリヒ・ヴォルフガング・コルンゴルト
- ハンス・ジマー
- モーリス・ジャール
- ハワード・ショア
- マックス・スタイナー
- マイケル・ナイマン
- ランディ・ニューマン
- バーナード・ハーマン
- エルマー・バーンスタイン
- スコット・ブラッドリー
- マルコ・ベルトラミ
- ジェームズ・ホーナー
- ヘンリー・マンシーニ
- エンニオ・モリコーネ
- ガブリエル・ヤレド
- 林強
- ミシェル・ルグラン
- リチャード・ロジャース
- ニーノ・ロータ

## プロダクション・デザイナー
- ユダ・アッコ
- リック・カーター

## タイトルデザイナー
- カイル・クーパー

## VFXスーパーバイザー
- デニス・ミューレン
- ジョン・ノール
- フィル・ティペット

## 衣裳デザイナー
- イーディス・ヘッド

## 編集技師
- ディディ・アレン
- マイケル・カーン
- ドン・キャンバーン
- アン・V・コーツ
- アーサー・シュミット
- ピエトロ・スカリア
- セルマ・スクーンメーカー
- ラルフ・ドーソン
- リチャード・マークス
- ウォルター・マーチ
- ダニエル・マンデル
- ウィリアム・A・リオン
- ウィリアム・H・レイノルズ